# Tunde Kelani
Tunde Kelani (Lagos, 26 de febrer de 1948), conegut popularment com a TK és un director de cinema, productor de cinema, fotògraf i guionista nigerià. En la seva carrera, al llarg de més de quatre dècades s'ha especialitzat a produir pel·lícules que promouen la rica herència cultural i el patrimoni nigerià.
TK també és conegut pel seu interès a adaptar obres literàries al cinema. Això ho veiem en pel·lícules com Ko se Gbe, Oleku, Thunder Bolt, The Narrow Path, White handkerchief, Maami i Dazzling Mirage.
Quan era un infant va anar a viure amb els seus avis a Abeokuta. Tot i això, TK ha estat molt influenciat per la cultura i la tradició ioruba, així com per la formació que va obtenir a la London Film School, a on va estudiar cinematografia.

## Biografia
TK va néixer a Lagos però va anar a viure a Abeokuta amb els seus avis als cinc anys. Va estudiar a l'escola Oke-Ona Primary School a Ikija, Abeokuta i va estudiar estudis secundaris a l'Abeokuta grammar school. Durant aquesta època, el seu avi era Cap (Balogun d'Ifaiye Kukudi) i va ser un privilegiat en el seu entorn ioruba. Es va formar en un entorn cultural ioruba, en religió, literatura, filosofia i art vinculat a aquest grup humà.
TK fou introduït en la literatura ioruba en la seva infància i va estar molt influenciat pel teatre tradicional. Quan va estudiar secundària, va poder veure la majoria dels clàssics de teatre ioruba com Palmwine Drinkard, Oba Koso, Kurunmi i Ogunde plays, entre d'altres.
Ja quan era petit es va interessar en la fotografia. Quan era jove va estudiar fotografia i ja tenia una bona formació quan va acabar l'educació secundària. Posteriorment es va formar a la Western Nigeria Television (WNTV) i posteriorment va estudiar a la London Film School.

## Carrera
A la dècada de 1970, Kelani va treballar com a corresponsal de la BBC i de Reuters i a la Televisió de Nigèria. Per Reuters va viatjar a Etiòpia per a cobrir la sequera i a Zimbabwe per a cobrir la notícia de la seva Independència.
Quan va acabar els seus estudis a la London Film School va tornar a Nigèria i va co-produir el seu primer film amb Adebayo Faleti, El Dilema del Rev. Pare Michael (Idaamu Paadi MInkailu). També va co-produir pel·lícules com Alhaji Lasisi Oriekun i Wale Fanubi. Tunde Kelani també va treballar en la majoria dels films que es produïen a Nigèria com a cinematògraf. Alguns dels films de 16 mm en els que va treballar són, entre d'altres: Anikura, Ogun Ajaye, Iya Ni Wura, Taxi Driver i Iwa and Fopomoyo.
El 1999 Kelane va ser assistent de director i actor a la pel·lícula estatunidenca Mister Johnson que es va gravar a Nigèria.

## Adaptacions literàries
Tunde Kelani va adquirir gust per la lectura des de quan era jove i es va iniciar en la literatura anglesa i ioruba. Quan va descobrir la relació entre la literatura i el drama va començar a fer adaptacions cinematogràfiques d'obres literàries. Els seus autors favorits són Kola Akinlade, Pa Amos Tutuola, Cyprian Ekwensi, Akinwunmi Ishola, Adebayo Faleti, Wale Ogunyemi i Wole Soyinka.
Entre les obres cinematogràfiques que són adaptacions de la literatura hi ha les pel·lícules: Koseegbe, Oleku, Thunderbold (Magun), The White Handkerchief, The Narrow Path, Maami, i la recent Dazzling Mirage.

## Productora de cinema
El 1991, TK va iniciar la seva pròpia companyia productora, Mainframe Films and Television Productions - Opomulero. Moltes de les pel·lícules que ha produït són adaptacions cinematogràfiques d'obres literàries.
A Mainframe, ha produït pel·lícules com Ti Oluwa Nile, Ayo Ni Mo Fe, Koseegbe, Oleku, Thunderbolt (Magun), Saworoide, Agogo Eewo, The Campus Queen, Abeni, Narrow Path, Arugba i Maami.
El seu últim treball, Dazzling Mirage és una adaptació d'una novel·la d'Olayinka Egbokhare: és una història d'amor en la que mostra estigmes socials sobre el matrimoni i la maternitat.

## Filmografia
Les pel·lícules de TK són:
- 2012 - Maami - Direcció
- 2010 - Arugba - Direcció, Producció, Guió
- 2008 - Life in Slow Motion (curtmetratge) - Direcció, Producció
- 2006 - The Narrow Path - Direcció, Producció, Guió
- 2006 - Abeni (Vídeo) - Direcció, Producció
- 2006 - Abeni 2 (Vídeo) - Direcció, Producció
- 2006 - Ogo-Nla (Vídeo) - Producció
- 2006 - Ogo Nla 2 (Vídeo) - Producció
- 2004 - The Campus Queen (Vídeo) - Direcció
- 2002 - Agogo èèwò - Direcció, Producció, Guió
- 2001 - Thunderbolt: Magun (Vídeo) - Direcció, producció, Guió
- 2000 - White Handkerchief (curtmetratge en Vídeo) - Direcció, producció
- 1999 - Saworoide (Vídeo) - Direcció, producció, guió
- 1997 - Back to Life (vídeo) - Producció
- 1997 - Ò le kù (Vídeo) - Direcció
- 1995 - Kòseégbé (Vídeo) - Direcció
- 1994 - Ayo ni mo fe (Vídeo) - Direcció
- 1994 - Ayo ni mo fe 2 (Vídeo) - Direcció
- 1993 - Ti oluwa ni ile (Vídeo) - Direcció, producció
- 1993 - Ti oluwa ni ile 2 (Vídeo) - Direcció, producció
- 1993 - Ti oluwa ni ile 3 (Vídeo) - Direcció, producció
- 1990 - Mister Johnson - Actor en el paper de Jamesu